# بقية ضيقة الأوراق
بقية ضيقة الأوراق (الاسم العلمي:Coreopsis angustifolia) هو نوع نباتي يتبع جنس البقية من فصيلة النجمية.